# Lophostoma (morcego)
Lophostoma é um gênero de morcegos da família Phyllostomidae.

## Espécies
- Lophostoma aequatoriale Baker, Fonseca, Parish, Phillips & Hoffmann, 2004
- Lophostoma brasiliense (Peters, 1867)
- Lophostoma carrikeri (J. A. Allen, 1910)
- Lophostoma evotis (Davis e Carter, 1978)
- Lophostoma schulzi (Genoways e Williams, 1980)
- Lophostoma silvicolum d'Orbigny, 1836
- Lophostoma yasuni Fonseca & Pinto, 2004
- Referências

1. ↑  «Mammal Species of the World - Browse: Lophostoma». www.departments.bucknell.edu. Consultado em 23 de janeiro de 2021